# Estación Lomas Coloradas
Lomas Coloradas formó parte de FC Particular a Curanilahue, que pasó a manos de los Ferrocarriles del Estado en la década de 1950. Actualmente forma parte del subramal Concepción- Curanilahue. 
Es una estación ubicada en el barrio Portal San Pedro, frente a Lomas Coloradas en la comuna de San Pedro de la Paz, perteneciente a la Línea 2 del Biotrén. Está ubicada en el sector de Lomas Coloradas, en la Ruta 160. Es la continuadora de la antigua estación Loma Colorada, cuya casa estación se conserva al costado este de un desvío local del patio de la estación a aproximadamente 100 m al norte de los andenes de la nueva estación.

## Tiempos de recorrido
De Lomas Coloradas a:
- Estación Intermodal Concepción: 20 Minutos
- Estación Intermodal El Arenal:  61 Minutos (incluyendo combinación L2|L1)
- Estación Intermodal Chiguayante: 50 Minutos (incluyendo combinación L2|L1)
- Estación Intermodal Coronel: 22 Minutos
- Estación Terminal Hualqui: 53 Minutos (incluyendo combinación L2|L1)
- Estación Terminal Mercado: 65 Minutos (incluyendo combinación L2|L1)